# Mietelnik żakula

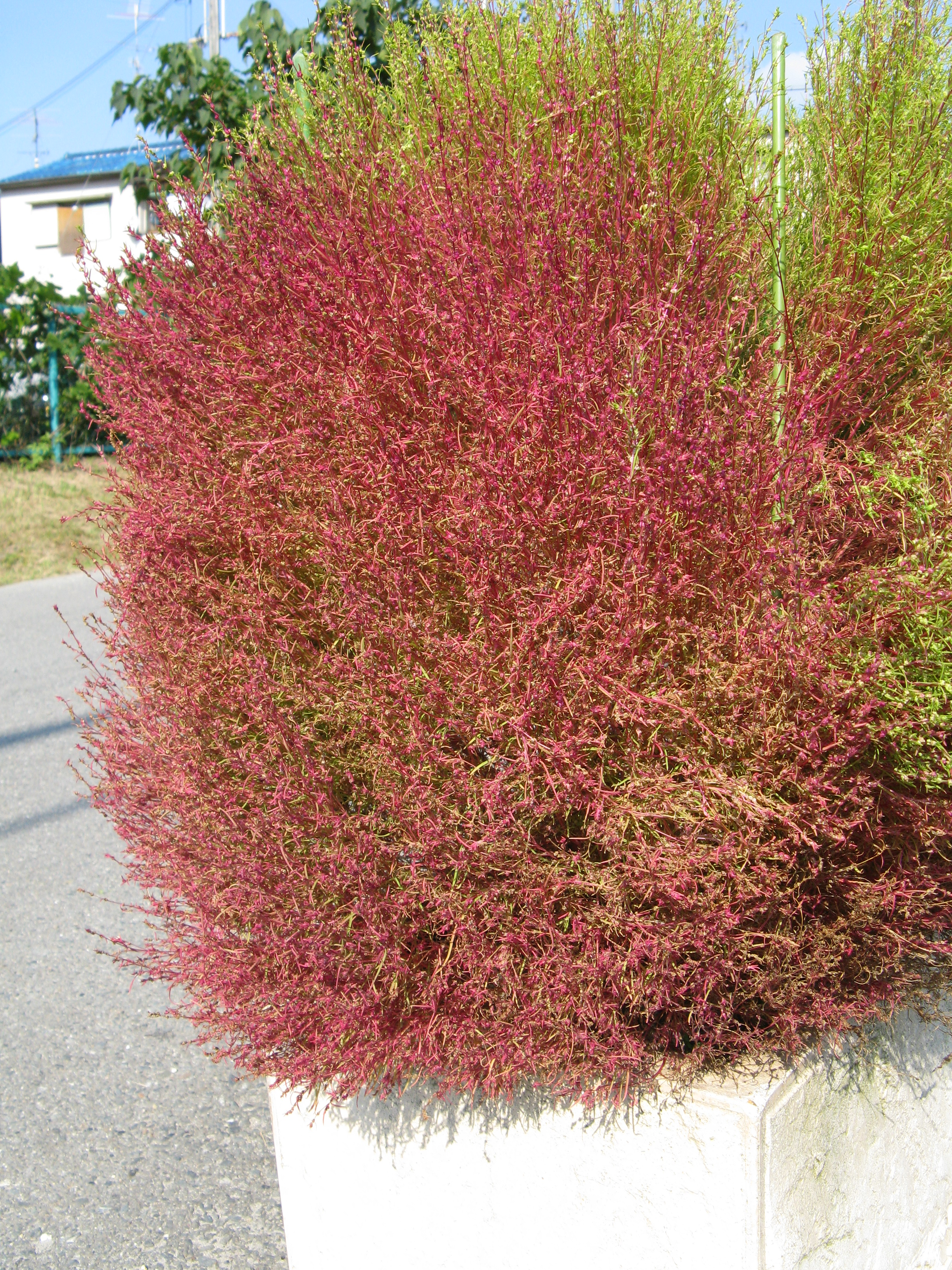

Mietelnik żakula (Bassia scoparia (L.)A.J.Scott) – gatunek roślin w różnych systemach klasyfikacyjnych zaliczany do rodziny komosowatych lub szarłatowatych. Zwyczajowo nazywany także cyprysikiem letnim. Pochodzi z Azji i Europy Wschodniej (europejska część Rosji, Ukraina, Białoruś). Rozprzestrzenił się także gdzieniegdzie w innych regionach geograficznych. W Polsce jest uprawiany i zadomowiony (antropofit).

## Nazewnictwo
- W polskiej literaturze zwykle opisywany jako Kochia scoparia (L.) Schrad[5][6]. Jednak według nowszych ujęć taksonomicznych prawidłowa nazwa gatunku to Bassia scoparia (L.) A.J.Scott[4][7].
- Niektóre synonimy[7]:
  - Atriplex scoparia (L.) Crantz
  - Bassia sicorica (O.Bolòs & Masclans) Greuter & Burdet
  - Bassia sieversiana (Pall.) W.A.Weber
  - Bushiola scoparia (L.) Nieuwl.
  - Chenopodium scoparia L.
  - Kochia densiflora Turcz. ex Aellen
  - Kochia parodii Aellen
  - Kochia scoparia (L.) Schrad.
  - Kochia sicorica O.Bolòs & Masclans
  - Kochia sieversiana (Pall.) C.A. Mey.
  - Kochia trichophylla hort.
  - Salsola scoparia (L.) M.Bieb.
  - Salsola sieversiana Pall. ex Steud.
  - Salsola songarica Siev. ex Pall.
  - Suaeda cinerea Schur
  - Suaeda sieversiana Pall.

## Morfologia
PokrójRoślina swoim wyglądem przypomina nieco jałowiec. Jest cała nieco srebrzyście owłosiona.
ŁodygaWzniesiona, prosta, silnie rozgałęziająca się, o wysokości przeważnie 30-150 cm.
KwiatyMają prawie nagi okwiat, w czasie owocowania posiadający skrzydłowaty wyrostek.
LiścieRównowąsko-lancetowate, płaskie, o 3 nerwach.
OwoceJasnobrązowe, kanciaste orzeszki (1000 szt/1 g). Są oskrzydlone bardzo wąskimi skrzydełkami, które czasami zredukowane są do zgrubień.

## Biologia i ekologia
Roślina jednoroczna. Dziko rośnie na suchych, otwartych miejscach. Kwitnie od lipca do października. 

## Zastosowanie
Roślina ozdobna o pokroju cyprysa, doskonale nadaje się na niskie żywopłoty. Można sadzić pojedynczo lub grupami. Nadaje się również do wysadzania w pojemnikach. Kultywar 'Trichophylla' ma liście zabarwiające się na czerwono w okresie jesiennym.

## Uprawa
Roślina może być uprawiana w różnych warunkach glebowych, ważne by podłoże było wilgotne. Wymaga stanowisk słonecznych. Roślina rozmnażana jest przez nasiona, wysiewane na przełomie kwietnia-maja bezpośrednio do gruntu.